# Курганна група біля села Червоний Запорожець
Курганна група біля села Червоний Запорожець — пам'ятка археології національного значення у складі трьох курганів біля села Вільний Запорожець Криворізького району Дніпропетровської області. Охоронний номер — 3996.
Курганна група розташована за 2 км на південний захід від центру села, на ріллі, на вододільному плато балок Водяненька та безіменна, що впадають у річку Кам'янка — притоку річку Базавлук. Виявлена в 1982 р. археологами Дніпропетровського історичного музею ім. Д. І. Яворницького Л. М. Голубчик та Л. М. Чуриловою. Повторно обстежена в 2007 р. співробітником Дніпропетровського обласного центру з охорони історико-культурних цінностей В. В. Тітовим.
Недосліджена. У складі групи — три кургани, що розташовані на місцевості по вісі північний захід — південний схід. Насипи мають такі розміри відповідно до порядку зменшення (висота/діаметр): 1,8/50 м; 1,2/30 м та 0,2/10 м. Поверхні розорюються, вершини сплощені, поли розтягнуті. Насипи сегментоподібної форми. \